# Limb
Limb (łac. limbus – „obrąb, rąbek, brzeg, obręcz, granica”) – nazwa łacińskiego pochodzenia spotykana w astronomii, gdzie oznacza skraj tarczy Słońca, Księżyca lub planety, charakteryzujący się w przypadku ciał promieniujących efektem pociemnienia brzegowego, ze względu na niższą energię promieniowania wydostającego się spod takiej samej warstwy powierzchni na obrzeżu widocznej tarczy ciała niebieskiego w porównaniu z jej środkiem – umożliwiającym badanie temperatur poszczególnych warstw kulistego ciała niebieskiego, mimo niemożliwości bezpośredniego „zajrzenia” w głąb niego.
W języku polskim jest określeniem obcego pochodzenia. Przyjmuje się obecnie, ze względu na brak innego rodzimego wyrazu określającego jednym słowem, „brzeg widocznej tarczy ciała kulistego”. Powszechnie używane jest w języku angielskim.